# Jacek Zaleśny
Jacek Paweł Zaleśny (ur. 22 maja 1975 w Piastowie) – polski politolog, doktor habilitowany nauk prawnych specjalizujący się w prawie konstytucyjnym, nauczyciel akademicki Wydziału Nauk Politycznych i Studiów Międzynarodowych Uniwersytetu Warszawskiego i Uczelni Łazarskiego; w latach 2006–2014 radny Piastowa.

## Życiorys
W 1999 ukończył z wyróżnieniem politologię na Uniwersytecie Warszawskim, a w 2004 uzyskał stopień naukowy doktora nauk humanistycznych na Wydziale Dziennikarstwa i Nauk Politycznych UW (temat: Odpowiedzialność konstytucyjna w Polsce w okresie transformacji ustrojowej), zostając adiunktem w Instytucie Nauk Politycznych. W 2016 na podstawie pracy pt. Duma Państwowa a Rząd w Federacji Rosyjskiej. Studium z zakresu prawa konstytucyjnego uzyskał stopień doktora habilitowanego nauk prawnych. Wykłada także na Uczelni Łazarskiego.
Wielokrotnie nagradzany przez Ministra Edukacji Narodowej i Rektora UW za działalność naukową. Członek zarządu Polskiego Towarzystwa Nauk Politycznych Oddział w Warszawie, członek Polskiego Towarzystwa Prawa Konstytucyjnego. Sekretarz naukowy „Studiów Politologicznych”, członek Komitetu Redakcyjnego „Przeglądu Prawa Konstytucyjnego”, redaktor tematyczny czasopisma „e-Politikon”, redaktor tematyczny czasopisma „Ius Novum”.
Przez dwie kadencje (w latach 2006–2014) był radnym miejskim Piastowa. W 2014 bez powodzenia ubiegał się o reelekcję.
Regularnie publikuje i wypowiada się w mediach, głównie w Dzienniku Gazecie Prawnej.

## Wybrane publikacje
- Duma Państwowa a Rząd w Federacji Rosyjskiej. Studium z zakresu prawa konstytucyjnego, Warszawa 2015
- System konstytucyjny Azerbejdżanu, Warszawa 2013
- Parlamentaryzm w świecie współczesnym. Między ideą a rzeczywistością (red. wraz z Tadeuszem Mołdawą), Warszawa 2011
- System konstytucyjny Białorusi, Warszawa 2011
- Organy pomocy prawnej (wraz z Przemysławem Szustakiewiczem), Warszawa 2009
- Odpowiedzialność konstytucyjna w prawie polskim okresu transformacji ustrojowej, Toruń 2004
- Odpowiedzialność konstytucyjna w Drugiej Rzeczypospolitej, Warszawa 2003
- Regulaminy parlamentarne w okresie transformacji ustrojowej, (wraz z Jarosławem Szymankiem), Warszawa 2001
- Wybory do Dumy Państwowej Federacji Rosyjskiej, Warszawa 2000